# Die Wacht im Osten
Die Wacht im Osten war eine täglich erscheinende österreichische Militärzeitung, die während des Ersten Weltkriegs zwischen 1915 und 1918 in Soldau und Danzig herauskam. Sie führte den Nebentitel Feldzeitung der Armee-Abteilung Scheffer. Eine Beilage der Wacht im Osten war die Deutsche Kriegszeitung von Baranowitschi.
Die Deutsche Kriegszeitung von Baranowitschi erschien zwischen 1916 und 1918 zwei Mal wöchentlich in Wien. Von 1917 bis 1918 hieß sie nur Kriegszeitung von Baranowitschi. Sie umfasste selten mehr als sechs Seiten und enthielt hauptsächlich Kriegsberichte der Ostfront. In einer Beilage fanden sich zudem Scherze und Bilder in Autotypie und Strichätzung.